# 에르미타주 봉사활동
에르미타주 자원 봉사 서비스는 러시아의 상트페테르부르크시의 에르미타주 위치해있는 세계적으로 유명한 국가의 박물관에서 참여할 수 있다. 프로그램을 돕는 일과 그 외부 및 내부 활동이 가능하고 생산적인 활동을 하고, 전문가 지식에 액세스할 수 있는 일반적인 커뮤니티이다. 자원 봉사자는 개발 프로젝트를  참여 할 수도 있다.
자원봉사 서비스의 사명은 젊은 사람들이 국제 문화와 유산에 대한 액세스를 통해 관심을 얻고 협력하는 것이다. 자원봉사 프로그램을 돕는 것으로 인하여 젊은 세대에게 전통의 가치와 보존의 이해를 심어주는 것이 바로 목표다. 에르미타주 자원봉사 서비스는 젊은 학생들이 다양한 문화 프로젝트를 직접 접할 수 있고 많은 박물관 활동을 직접 체험해볼 수 있는 기회를 제공한다.

## 역사
300주년 기념으로 상트페테르부르크에서 미하일 코즈콥스키는 에르미타주 봉사활동을 만들자고 제안했다. 그의 노력으로 인해, 에르미타주에서 개인이 참가할 수 있는 봉사활동이 150종류가 생겨났다. 23일 2003년 그룹의 자원 봉사자들이 빨간색 유니폼을 입고 봉사활동을 하기 시작했다. 새롭게 생긴 관할 부서인 만큼, 아직 개발이 되고있는 중이다.

## 팀
이 프로그램은 다양한 봉사자들이 참가했다. 학생들과 노동자, 러시아인과 외국인들과 젊은이들이 함께 작업을 하게 된다. 현재 지원자와 관련된 프로그램에 오는 사람들의 인종은 러시아, 스위스, 미국, 독일, 프랑스, 스페인, 이탈리아, 폴란드, 루마니아, 터키, 레바논, 브라질, 한국, 아일랜드 및 여러 국가가 있다. 각 지원자는 시간을 바쳐서 한 활동과 프로젝트에 대한 증명서를 받을 수 있다. 그들이 어디에 가든 그 증명서는 도움이 될 것이다. 예를 들어, 자원 봉사 서비스가 요구되는 직업에는 버스 운전사, 거미학자,댄서, 번역가 등이 있다. 에르미타주 자원 봉사자들은 나중에 에르미타주를 떠나서 여러 곳에서 활동하고 있다.

## 수상기록
2013년 11월 23일, 정부의 세인트 피터스 버그의 위원회 청소년을 위한 정치를 조직 축에서 명예의 훈장을 에르미타주 자원봉사활동 그룹에 수여했다. 행사의 주요 목표는 박물관을 홍보하는 것과 전통의 중요성을 홍보하는 데에 있다. 150개의 단체가 인증한 대회에서 최우수상을 받은 경력이 있다. 그 상의 이름은 "가장 효과적인 자원봉사 프로그램"이다. 명예 학위와 "어린 왕자" 동상을 수여받은 자원봉사 프로그램의 코디네이터는 미하일 코즈콥스키이다.

## 활동
최소 3가지의 프로젝트에 참여를 해야 하며 매달 40~60 시간의 봉사를 해야 증명서를 받을 수 있다.
활동의 몇 가지 예를 들면 다음과 같다. 활동하는 회원의 프로그램에 참여할 수 있다:
- 인사: 환영 지원 에르미타주 방문자가 확인, 티켓팅 및 정보 제공 (가이드)
- 도움으로 과학적인 프로젝트: 직관적인 인터페이스를 사용하여 박물관 재고 관리, 보존 복원, 고고학적 발굴, 분류 및 관리된 아티팩트
- 박물관 출판물 준비 및 대응
- 개발의 새로운 커뮤니케이션 기술 만들기와 멀티미디어 디자인 프로젝트
- 세미나 개최 및 국제 컨퍼런스 돕기
- 번역 작업: 위키백과 번역 / 웹사이트 번역
- 외국어를 가르치고 대화 그룹 만들기
- 유물 전시회 도와주기
- 박물관 프로젝트 도우기

## 프로젝트

### 세계 문화 유산 및 청소년 활동
세계 문화 유산에 청소년의 참가를 촉진한다는 것도 목표 중 하나이다. 그것이 주요 목표이고 전통도 중요하게 여기는 경향이 있다. 이 프로젝트는 자원 봉사자는 다양한 프로그램 및 컨퍼런스에서 문화 보존을 옹호하는 일을 할 때도 있다. 예를 들어, 옥타센터의 건설을 토론을 통해 반대해서 막은 적이 있다. 도시의 미와 전통을 위해 도심에는 10층 이상의 빌딩을 지을 수 없도록 제한이 생겼다.

### 여름 프로젝트
2009년부터 시작된 이 프로젝트는, 다양한 토론을 통해 전통의 중요성을 젊은 세대들에게 인지시키는 것을 목표로 하고 있다.

### 프로젝트 롭샤 (Ropsha)
프로젝트 롭샤 (Ropsha)를 소개한다. 롭샤는 처음으로 만들어진 (프로젝트) 봉사 서비스이다. 도시 롭샤 (Ropsha)는 러시아의 남서쪽에 위치한 세인트 피터스 버그에 있고 유네스코 세계유산에 등재되어 있다. 문화와 전통의 파괴를 방지하기 위하여 봉사자들은 투쟁했다. 결과는 효과적이였다.

### 게임, 퀘스트 그리고 대회
매년 자원 봉사 서비스 게임을 개최하고 젊은 세대와 교류를 한다. 예를 들어, 흥미로운 게임을 통해 세계 역사와 문화를 전파한다. 어린이들은 게임을 통해 문화유산을 쉽게 접할 수 있다. 2009에 만들어진 게임 서비스인 스키타이는 아이들이 스키다이와 스키다이의 유목민에 대해 알 수 있도록 도와준 것으로 유명하다.

### 컴퓨터 그래픽스 그리고 애니메이션 대회
2005년부터의 자원 봉사의 서비스는 다른 곳에도 전파되고 있다. 매년 자원 봉사 서비스를 개발하고 구성하는 대회로 규칙"학교 센터도 있다." 테마 대 회의에 따라 달라집 박물관 전시회 및 이벤트이다. 대회를 포함한 특별 교육 프로그램을 위한 참가자는 6 세~17년간의 직원들이 자원 봉사자들과 정보 과학 교사,공식 시상식을 가졌다. 유형의 경쟁 항목을 포함 애니메이션, 멀티미디어 공연 그리고 컴퓨터관도 있다. 모니터에서의 홀 박물관도 있다.